# Szczasływe (obwód charkowski)
Szczasływe (ukr. Щасливе) – osiedle na Ukrainie, w obwodzie charkowskim, w rejonie bogoduchowskim. W 2001 liczyło 641 mieszkańców, spośród których 580 posługiwało się językiem ukraińskim, 58 rosyjskim, a 3 białoruskim. Do 2024 nosiło nazwę Hor´koho.